# Службы и проекты Google
Кроме веб-поиска, компания Google предлагает множество служб и инструментов для различных нужд. Также Google — автор многих научных, образовательных и культурных проектов.
Большинство из них — веб-приложения, требующие от пользователя только наличия браузера, в котором они работают, и интернет-подключения. что позволяет использовать данные в любой точке планеты и без привязки к одному компьютеру. Только некоторым из сервисов необходима установка дополнительных программ (проигрывателя Flash-графики или клиента для мгновенных сообщений), кроме того, для комфортной работы требуется высокоскоростное подключение (от 512 КБ/с для Google Video, от 256 КБ/с для Google Earth).
Главное преимущество служб Google заключается в том, что все они объединены и держатся на одном аккаунте — аккаунте Google. Так, нужно только один раз зарегистрироваться для возможности пользоваться персонализированным веб-поиском, электронной почтой, облачным хранилищем, социальной сетью и многим другим. Сайтов, сравнимых с Google по числу сервисов, довольно мало.
Также компания Google купила много интернет-служб: YouTube, Picasa, Blogger, Panoramio, ввела правило принудительной регистрации в своей социальной сети Google+ для создания канала на YouTube. Такая политика Google вызывает большую критику в интернете и несомненно схожа с политикой компании Microsoft, стремящейся завоевать монопольное положение на рынке.
В 2019 году Коди Огден создал цифровое кладбище старых продуктов компании Killed By Google, на котором перечисляются все снятые с производства аппаратные решения, а также закрытые сервисы поискового гиганта.

## Интернет-службы Google
| Название службы           | Описание | Состояние                          | Адрес                                                                                                   |
| ------------------------- | --- | ---------------------------------- | --- |
| Google поиск              | Крупнейшая поисковая система интернета. Основной продукт Google | работает                           | https://www.google.com                                                                                  |
| YouTube                   | Популярнейший видеохостинг | работает                           | https://www.youtube.com                                                                                 |
| Gmail                     | Электронная почта | работает                           | https://mail.google.com/                                                                                |
| Google Maps               | Картографическая система | работает                           | https://www.google.com/maps/                                                                            |
| Google Drive              | Облачное хранилище данных | работает                           | https://www.drive.google.com                                                                            |
| Google+                   | Социальная сеть | закрыто                            | http://www.plus.google.com                                                                              |
| Google Play               | Магазин приложений | работает                           | https://play.google.com/                                                                                |
| Google News               | Портал новостей | работает                           | http://www.news.google.com                                                                              |
| Google Hangouts           | Обмен мгновенными сообщениями (чат) видео- и голосовая связь | перенаправляется на Google Chat    | https://hangouts.google.com/                                                                            |
| Google Translate          | Перевод слов, текстов, фраз, веб-страниц | работает                           | https://translate.google.com/                                                                           |
| Google Photos             | Редактирование, хранение и публикация фотографий. Фотографии хранятся на диске | работает                           | http://www.photos.google.com                                                                            |
| Google Books              | Поиск в книжной библиотеке | работает                           | https://books.google.ru/                                                                                |
| Google Docs               | Сравнительно простые редакторы текстов, презентаций, рисунков-схем и электронных таблиц соответственно | работает                           | http://www.docs.google.com                                                                              |
| Blogger                   | Платформа для ведения блогов | работает                           | http://www.blogger.com                                                                                  |
| Google Moon               | Карты Луны | работает                           | http://www.google.com/moon/                                                                             |
| Google Mars               | Карты Марса | работает                           | http://www.google.com/mars                                                                              |
| Google Sky                | Просмотр космоса | работает                           | https://www.google.com/sky/                                                                             |
| Google Custom Search      | Служба, позволяющая веб-разработчикам интегрировать поиск Google в их веб-приложения | работает                           | http://www.google.com/cse/                                                                              |
| Google Earth              | Геоинформационная система с фотографиями | работает                           | http://www.google.com/intl/ru/earth/                                                                    |
| Google Maps API           | Сервис, позволяющий встраивать карты на внешние сайты с помощью JavaScript | работает                           | https://developers.google.com/maps                                                                      |
| Google Alerts             | Отслеживание появления в интернете информации на интересующую тему | работает                           | http://www.google.com/alerts                                                                            |
| Google Calendar           | Онлайн-сервис для планирования встреч, событий и дел с привязкой к календарю | работает                           | https://calendar.google.com                                                                             |
| Google Answers            | Сервис для коллективного получения ответов на возникающие вопросы | открыт только для чтения           | https://web.archive.org/web/20181110202354/http://answers.google.com/answers/ http://answers.google.com |
| Google Bookmarks          | Синхронизация и упорядочивание закладок | закрыто                            | http://www.google.com/bookmarks/                                                                        |
| Google Keep               | Сервис для создания и хранения заметок | работает                           | http://www.keep.google.com                                                                              |
| Google Groups             | Создание интернет-сообществ | работает                           | http://www.groups.google.com                                                                            |
| Google Sites              | Создание и хостинг интернет-сайтов со многими дополнительными возможностями (редактирование сайтов большим числом пользователей на основе вики-технологии, использование других сервисов и. т. п)                        | работает                           | http://www.sites.google.com                                                                             |
| Google Cloud Print        | Технология, с помощью которой принтер подключается к интернету, что позволяет ряду пользователей распечатывать документы удаленно                                                                                        | работает                           | http://www.google.com/cloudprint/                                                                       |
| Google Finance            | Сайт-агрегатор биржевой информации | работает                           | http://www.google.com/finance/                                                                          |
| Google Trends             | Статистика поисковых запросов | работает                           | http://www.google.ru/trends/                                                                            |
| Google Correlate          | Сервис, позволяющий узнать, какие запросы часто делают вместе с заданным | работает                           | http://www.google.com/trends/correlate/                                                                 |
| Google Analytics          | Детальная статистика трафика веб-сайта | работает                           | http://www.google.com/analytics/                                                                        |
| Google Ngram Viewer       | Сервис, позволяющий вывести в виде графика статистику употребления тех или иных слов в русской, английской, немецкой, французской, испанской, еврейской или китайской литературе на протяжении заданного отрезка времени | работает                           | http://www.books.google.com/ngrams/                                                                     |
| Google AdSense            | Сервис контекстной рекламы, позволяющий заработать хозяевам страниц с большой посещаемостью. Программа автоматически доставляет текстовые и графические объявления, рассчитанные на веб-сайт и его содержание            | работает                           | https://adsense.google.com/                                                                             |
| Google Ads                | Сервис контекстной рекламы, работающий с ключевыми словами | работает                           | https://ads.google.com                                                                                  |
| Google App Engine         | Платформа для создания и хостинга масштабируемых веб-приложений на серверах компании Google | работает                           | http://www.appengine.google.com                                                                         |
| Google Cultural Institute | Коллекции искусства и архивные материалы со всего мира | развивается                        | http://www.google.com/culturalinstitute/                                                                |
| Art Project               | Интернет-коллекция произведений искусства. Подпроект Google Cultural Institute | открыт                             | http://www.google.com/culturalinstitute/project/art-project/                                            |
| API.AI                    | API-интерфейс ИИ, с помощью которого можно настроить свои IoT-устройства или ботов на распознавание текста или речи | работает, в постоянном развитии    | https://api.ai                                                                                          |
| Picasa                    | Хранение, редактирование, публикация фотографий | закрыт, интегрирован в Google Фото | https://web.archive.org/web/20190826201750/https://picasa.google.ru/                                    |
| Panoramio                 | Размещение фотографий с привязкой к их географическим координатам | закрыт                             | https://web.archive.org/web/20110224030910/http://www.panoramio.com/                                    |
| Stadia                    | Собственный облачный игровой сервис | закрыт                             | https://stadia.google.com/gg/                                                                           |
| Google Talk               | Сервис для обмена мгновенными сообщениями и интернет-телефонии | закрыт, заменён на Hangouts        | http://www.google.com/talk/                                                                             |
| Google Wave               | Сайт, объединяющий в себе функции электронной почты, вики-проекта, социальной сети, системы мгновенных сообщений | закрыт                             | https://web.archive.org/web/20090909061231/http://wave.google.com/                                      |
| Google Лаборатория        | Инкубатор идей для новых сервисов, предназначенный для тестирования интерфейса и т. п. | закрыт                             | https://web.archive.org/web/20101001094449/http://www.googlelabs.com/                                   |
| Google Gemini             | Gemini (до февраля 2024 года Bard) — чат-бот с искусственным интеллектом, созданный компанией Google на основе языковой модели LaMDA. С декабря 2023 года работает на языковых моделях семейства Gemini.                 | развивается                        | https://gemini.google.com                                                                               |
| Google Опросы             | Мобильное приложение, позволяющее пользователям проходить опросы, созданные заказчиками в инструменте Google Surveys, и получать за это вознаграждение                                                                   | работает                           | https://surveys.google.com/google-opinion-rewards/                                                      |

## Специализированный поиск
Поисковые машины Google предоставляют возможность искать не только среди веб-сайтов, но и в более узких источниках информации.
Когда Google проиндексировал больше HTML-страниц в Интернете, чем любой другой поисковик, наши инженеры обратились к другим, менее доступным источникам информации. Так появились функции поиска по телефонным номерам, адресам, словарям и справочникам. Затем мы пошли ещё дальше. И теперь вы можете искать на Google новости, патенты, статьи в журналах, картинки, книги, видеоролики и многое другое. И это далеко не конец!
| Название                           | URL                              | состояние | сфера                       |
| ---------------------------------- | -------------------------------- | --------- | --------------------------- |
| Google Картинки (Google Images)    | https://images.google.ru/        | работает  | изображения                 |
| Google Видео (Google Video)        | https://www.google.ru/videohp    | работает  | поиск и скачивание видео    |
| Google Авиабилеты (Google Flights) | https://www.google.ru/flights/   | работает  | авиабилеты                  |
| Google Блоги                       | http://blogsearch.google.com/    | работает  | блоги                       |
| Google Коды (Google Codes)         | http://www.google.com/codesearch | закрыт    | исходные коды               |
| Google Академия (Google Scholar)   | https://scholar.google.ru/       | работает  | научные статьи, публикации  |
| Google Покупки (Frogle)            | https://www.google.com/shopping  | работает  | товары в интернет-магазинах |

## Программное обеспечение
- Chromium — веб-браузер с открытым исходным кодом, разработанный компанией Google.
- Google Chrome — браузер, разрабатываемый компанией Google на основе свободного браузера Chromium, снабжённый рядом несвободных элементов и компонентами, отвечающими за сбор информации о посещённых страницах.
- Google Dictionary — словари для браузеров.
- Android — операционная система для мобильных устройств, таких как смартфоны и планшетные компьютеры. Разработано множество версий и вариантов.
- Google Chrome OS — Linux-подобная операционная система Google разработана исключительно для работы с веб-приложениями.
- Google TV — программно-аппаратная платформа для приставки и HDTV на основе ОС Android.
- Google Glass — гарнитура (или нательный компьютер, что несколько ближе к функциональному набору устройства) для смартфонов на базе Android и iOS[5], разрабатываемая компанией Google.
- Google Fiber — проект Google по предоставлению высокоскоростного доступа в Интернет.

http://usgov.google.com/ (недоступная+ссылка) правительственные сайты США.Google Government Search
- Building Maker — создание трехмерных моделей
- Public DNS — альтернативный DNS-сервер Google.
- Google Apps — сервис для использования служб Google вместе со своим доменом.
- Google Merchant Center  (ранее Google Base) — позволяет владельцам контента помещать структурированную информацию в хранилище, автоматически получая возможность поиска по этой информации.
- Google Checkout — сервис обработки онлайн-платежей, имеющий целью упростить процесс оплаты онлайн- покупок.
- Google Public Data Explorer  — публичные данные и прогнозы от ряда международных организаций и научных учреждений.
- Google Voice — передача голоса по протоколу VoIP.
- Google Webmasters  — инструменты для вебмастеров.

## Специальный поиск Google
- Hackser Style Google  — интерфейс поиска на языке Leet.
- Special Searches  — поиск на специализированных сайтах (BSD, Linux, Mac OS X и Microsoft).
- Movie Showtimes  — киноафиша.
- Google Patents Search  — поиск по патентам, среди свыше 7 миллионов доступных в базе данных.
- Google SSL  — безопасный поиск от Google. Связь между пользователем и сервером осуществляется по зашифрованному каналу, что исключает возможность перехвата пользовательской информации третьими лицами . На данный момент работает в режиме «Beta»; не доступны никакие сервисы кроме «Поиск Google».
- Google Suggest — часть поиска Google, технология автозаполнения строки поискового запроса на основе общей статистики самых популярных запросов.
- Google Weather — часть поиска Google, позволяет получать 4-дневный прогноз погоды для городов мира.
- Телефонная книга — служба Google, которая позволяет найти телефонные номера и адреса, опубликованные в общедоступных источниках. Результаты поиска из адресной книги Google появляются над остальными результатами при вводе определенных типов запросов (имени, фамилии, города и т. д.).
- Языковые инструменты  — инструмент, позволяющий использовать Google на множестве различных языков.
- Калькулятор  — сервис для расчетов, встроенный в строку поиска. Например, если задать поиск строки 900+600*2-(3+1), то будет выдан ответ 2096, а также интернет-странички, где такая строка может встречаться. Сервис знает множество математических функций, умеет соблюдать приоритет операций.
- Конвертер валют — например, 600 USD in RUR — сколько будет $600 в рублях.

## Инструменты
- Google Code — сайт для разработчиков, интересующихся разработкой открытого программного обеспечения, связанного с продуктами компании Google. Сайт содержит исходные коды и список их сервисов с публичным API.
- Project Hosting  — бесплатный специализированный хостинг GPL-проектов и др. свободных проектов.
- Google Pack — установочный пакет, объединяющий пакеты ряда продуктов Google (Google Earth, Picasa, Google Desktop и др.) и несколько сторонних продуктов (Mozilla Firefox, Adobe Reader и др.).
- Google Deskbar  — размещает поиск Google на рабочем столе.
- Google Desktop — средство поиска на компьютере пользователя. Программа устанавливается локально и индексирует сообщения электронной почты, текстовые документы, документы Microsoft Office, обсуждения из AOL Instant Messanger, историю переходов в веб-браузере, PDF-документы, музыкальные файлы, изображения, видеофайлы.
- Google Toolbar — расширение для браузеров Internet Explorer и Mozilla Firefox, представляющее собой панель поискового сервиса Google и выполняющее ряд дополнительных функций.
- Google Web Accelerator — программа, ускоряющая работу браузера путём кеширования и предварительного скачивания информации, которая, возможно, будет интересовать пользователя. Программа использует прокси-сервера, принадлежащие Google.
- Freebase [42] — большая коллаборативная база знаний, содержащая метаданные, собранные, в основном, сообществом
- Google Global Cache — оборудования для кэширования трафика систем Google для интернет-провайдеров.
- Google Search Appliance  — это аппаратно/программное решение, предназначенное для корпоративной интернет-сети. Это устройство выполняет периодический просмотр и индексирование документов (в базовой модели — до 500 000 документов) для поиска, на внутренних или внешних корпоративных веб-сайтах или других ресурсах, доступных через веб.
- Google Mini  — мини-версия устройства Search Appliance, названная Google Mini и предназначенная для небольших и средних компаний. Базовая модель устройства индексирует 100 000 документов. В январе 2006 года были предложены ещё две модели, на 200 000 и на 300 000 документов. Кроме того, 2 марта 2006 года была анонсирована модель на 50 000 документов.
- Gemini Code Assist  — АИ-помощник, предназначенный для написания программного кода. Является одновременно обновлением и ребрендингом сервиса Duet AI.

## Языковые модели
- LaMDA — семейство языковых моделей, предназначенное для разговорных чат-ботов, первая версия которого была анонсирована в 2021 году.
- Gemini — модель искусственного интеллекта, представленная в декабре 2023 года. Существует в 3-х версиях: Gemini Nano, Gemini Pro и Gemini Ultra.
- Gemma — семейство лёгких языковых моделей с открытым исходным кодом, созданное на основе технологий Gemini. Существует в версиях 2B и 7B.